# Carpetani

Locatie van het grondgebied van de Carpetani.

De Carpetani of Carpesii (Oudgrieks: Καρπητανοί) was een Keltiberische volkstam in Hispania Tarraconensis.
Hun gebied was gelegen aan de Anas (Guadiana) en Tagus (Taag), met als hoofdstad Toletum (Toledo). Deze werd in 192 v.Chr. door de Romeinen veroverd.

## Antieke bron
- Livius, Ab Urbe condita XXI 5, XXIII 26.

## Referentie
- art. Carpetani, in F. Lübker - trad. ed. J.D. Van Hoëvell, Classisch Woordenboek van Kunsten en Wetenschappen, Rotterdam, 1857, p. 183.